# Бялкув-Косьцельни
Бялкув-Косьцельни (пол. Białków Kościelny) — село в Польщі, у гміні Костелець Кольського повіту Великопольського воєводства.
Населення — 95 осіб (2011).
У 1975-1998 роках село належало до Конінського воєводства.

## Демографія
Демографічна структура станом на 31 березня 2011 року:
|          | Загалом | Допрацездатний вік | Працездатний вік | Постпрацездатний вік |
| -------- | ------- | ------------------ | ---------------- | -------------------- |
| Чоловіки | 41      | 5                  | 31               | 5                    |
| Жінки    | 54      | 6                  | 34               | 14                   |
| Разом    | 95      | 11                 | 65               | 19                   |